# Mauro Ramos
Mauro Ramos de Oliveira (* 30. August 1930 in Poços de Caldas; † 18. September 2002 ebenda) war ein brasilianischer Fußballspieler. Der zentrale Verteidiger wurde 1958 und 1962 mit der brasilianischen Nationalmannschaft Weltmeister sowie 1949 Südamerikameister. Mit seinem langjährigen Verein FC Santos gewann er zudem 1962 und 1963 den Weltpokal.
Ramos begann seine Spielerlaufbahn 1947 beim Club SE Sanjoanense aus São Paulo, wechselte im nächsten Jahr bereits zum FC São Paulo, mit dem er in zwölf Jahren viermal die Staatsmeisterschaft von São Paulo gewann. 1949 wurde er auch erstmals in den Kader der Nationalmannschaft berufen, insgesamt kam er bis 1965 zu 23 Länderspieleinsätzen und nahm an drei Weltmeisterschaften – 1954, 1958 und 1962 – teil, wobei er 1962 Kapitän des Weltmeisterteams war. 1960 wechselte er zum FC Santos, mit dem er seine größten Erfolge im Vereinsfußball errang. Neben fünf Staatsmeisterschaften in sechs Jahren, gelangen 1962 und 1963 zwei Siege in Copa Libertadores und Weltpokal in Folge. 1966 wechselte er zum Ende seiner aktiven Laufbahn erstmals ins Ausland nach Mexiko, zu Deportivo Toluca, bevor er 1968 seine Profilaufbahn beendete.

## Erfolge
FC São Paulo
- Campeonato Paulista: 1948, 1949, 1953, 1957

FC Santos
- Campeonato Paulista: 1960, 1961, 1962, 1964, 1965
- Campeonato Brasileiro de Futebol: 1961, 1962, 1963, 1964, 1965
- Copa Libertadores: 1962, 1963
- Torneio Rio-São Paulo: 1963, 1964, 1966
- Weltpokal (Vereinsfußball): 1962, 1963

Nationalmannschaft
- Copa América: 1949
- Fußball-Weltmeisterschaft: 1958, 1962
- Copa Roca: 1963